# بیشوانات گوش
بیشوانات گوش (بنگالی: বিশ্বনাথ ঘোষ؛ زادهٔ ۳۰ مهٔ ۱۹۹۹) بازیکن فوتبال  اهل بنگلادش است.
از باشگاه‌هایی که در آن بازی کرده است می‌توان به باشگاه فوتبال شیخ راسل اشاره کرد.
وی همچنین در تیم‌های ملی فوتبال زیر ۲۳ سال بنگلادش، و بنگلادش بازی کرده است.
وی در مسابقات کشوری و بین‌المللی در مجموع برندهٔ ۱ مدال برنز شده است.